# Hooley Smith
Reginald "Hooley" Smith (7. ledna 1903 – 24. srpna 1963) byl kanadský reprezentační hokejový útočník. Od roku 1972 je členem hokejové síně slávy.
S reprezentací Kanady získal jen jednu zlatou olympijskou medaili (1924).

## Úspěchy
- ZOH - 1924

## Hráčská kariéra
- 1924/25 - Ottawa Senators
- 1925/26 - Ottawa Senators
- 1926/27 - Ottawa Senators
- 1927/28 - Montreal Maroons
- 1928/29 - Montreal Maroons
- 1929/30 - Montreal Maroons
- 1930/31 - Montreal Maroons
- 1931/32 - Montreal Maroons
- 1932/33 - Montreal Maroons
- 1933/34 - Montreal Maroons
- 1934/35 - Montreal Maroons
- 1935/36 - Montreal Maroons
- 1936/37 - Boston Bruins
- 1937/38 - New York Americans
- 1938/39 - New York Americans
- 1939/40 - New York Americans
- 1940/41 - New York Americans